# Bergzehnt
Der Bergzehnt ist die historische Bezeichnung für die Steuer auf die Gewinnung bergfreier Bodenschätze. Heute wird diese als Förderabgabe bezeichnet und beträgt nach Bundesberggesetz zehn Prozent des Marktwerts der geförderten bergfreien Bodenschätze. Der Ausdruck Bergzehnt ist schon im 13. Jahrhundert bezeugt und weist auf einen Anteil von 10 % des Wertes hin.
Die Abgaben aus der Mineralgewinnung wurden als direkte Steuer an den Eigentümer der Bergregals abgeführt, also in der Regel an den Landesherrn. Sie waren die Gegenleistung für die Konzession. Ein anderer Ausdruck ist Berggefälle. Darüber hinaus konnte es weitere Abgaben wie die Hüttenzinsen oder Hüttenkosten für die Verhüttung in herrschaftlichen Schmelzhütten geben.
In anderer Bedeutung wurde der Begriff auch für Abgabe des Kirchenzehnten bei der Weinlese im Weinbau verwendet.